# Passage de la Bonne-Graine
Le passage de la Bonne-Graine est une voie du 11e arrondissement de Paris.

## Situation et accès
Le passage de la Bonne-Graine est situé dans le sud du 11e arrondissement. Il est constitué de deux tronçons, séparés par l'avenue Ledru-Rollin.
Le premier tronçon démarre à la hauteur du 117 de la rue du Faubourg-Saint-Antoine, et suit une direction à peu près sud-nord. Puis il forme un coude à angle droit vers l'ouest pour déboucher à la hauteur du 116 de l'avenue Ledru-Rollin.
Le passage se poursuit depuis l'avenue Ledru-Rollin et est ensuite prolongé par le passage Saint-Antoine.

## Origine du nom
Le nom de cette rue fait référence au commerce des grains autrefois pratiqué dans cette voie,.

## Historique
Cette voie est une ancienne impasse où, avant l'établissement du marché Beauvau-Saint-Antoine, on vendait de « bonnes graines », et qui fut prolongée en 1825 par M. Josset, marchand de vins, jusqu'au passage Josset. En 1835, elle fut transformée en cour.
Une partie du passage fut supprimée en 1895 lors de l'ouverture de l'avenue Ledru-Rollin.

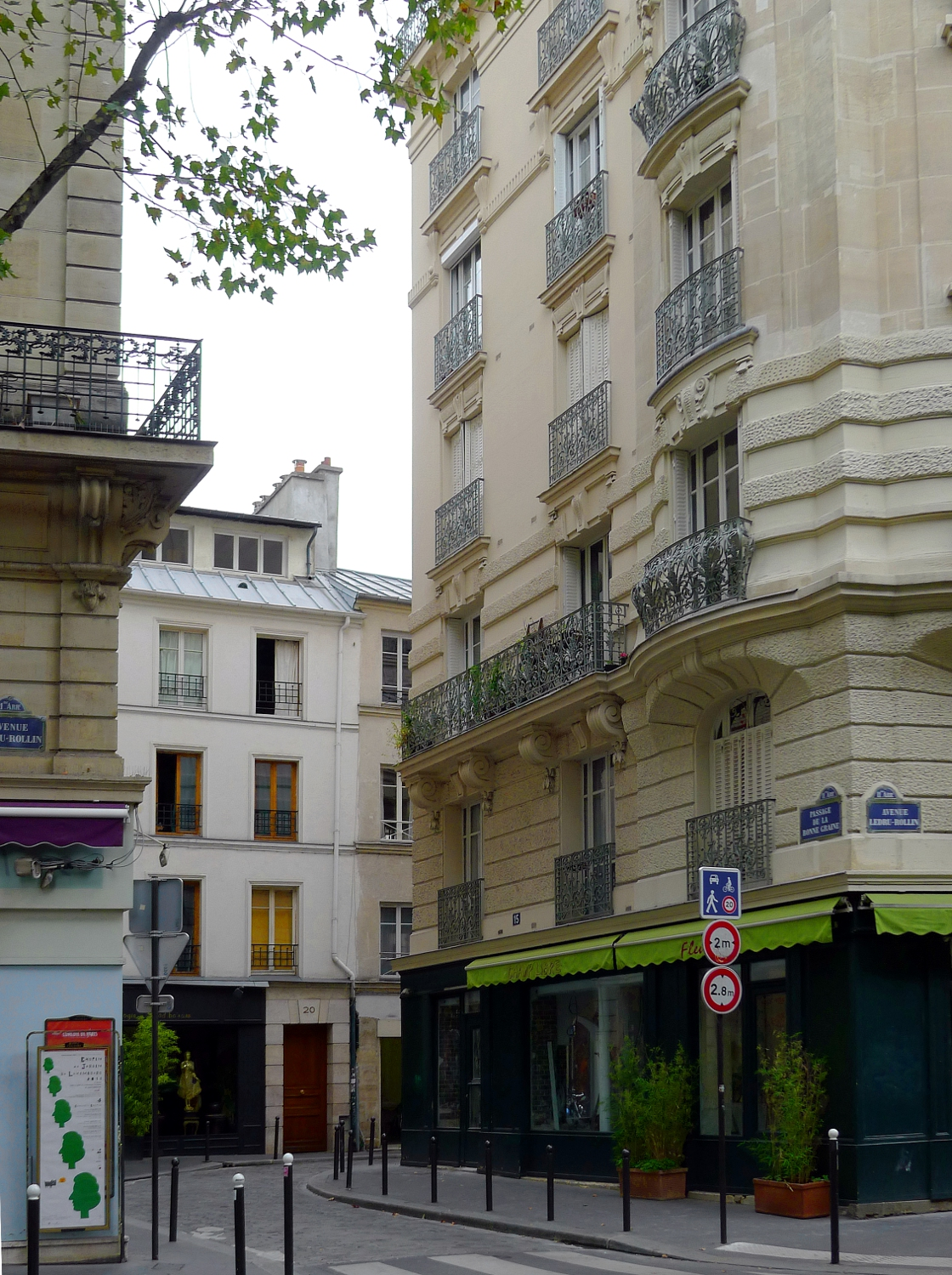
Entrée du passage, avenue Ledru-Rollin.
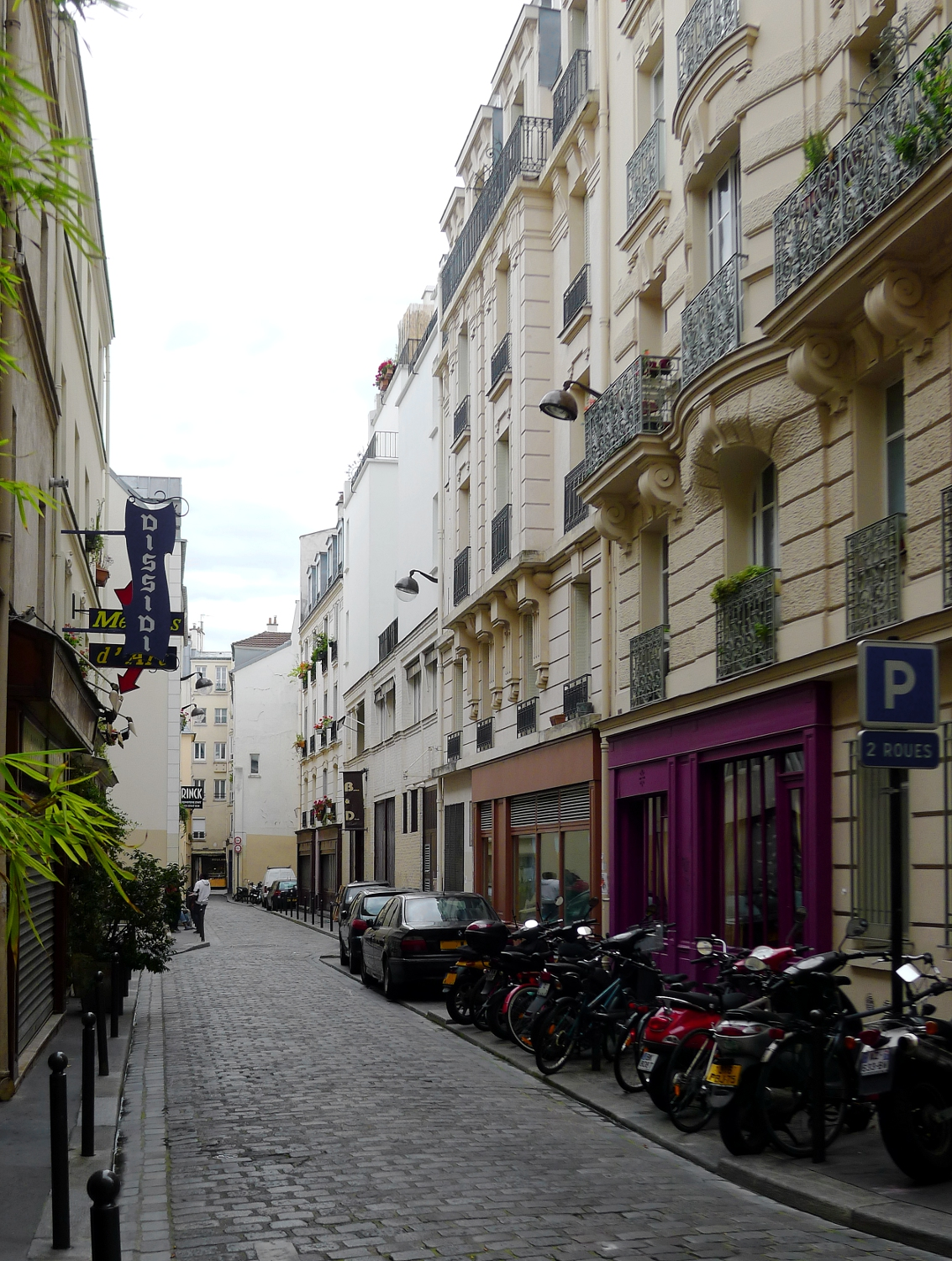
En direction de la rue du Faubourg-Saint-Antoine.
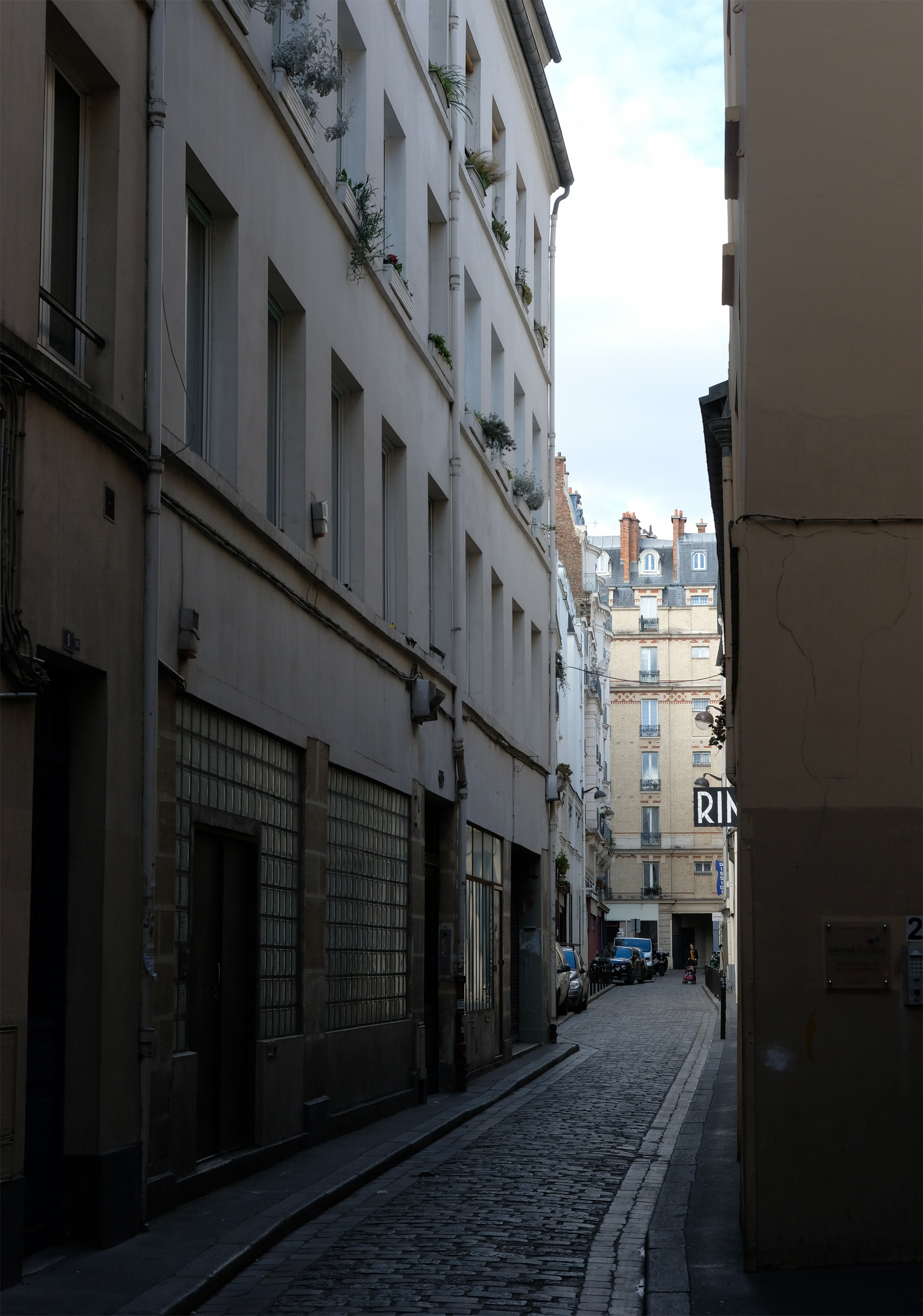
Entrée du passage, rue du Faubourg-Saint-Antoine.

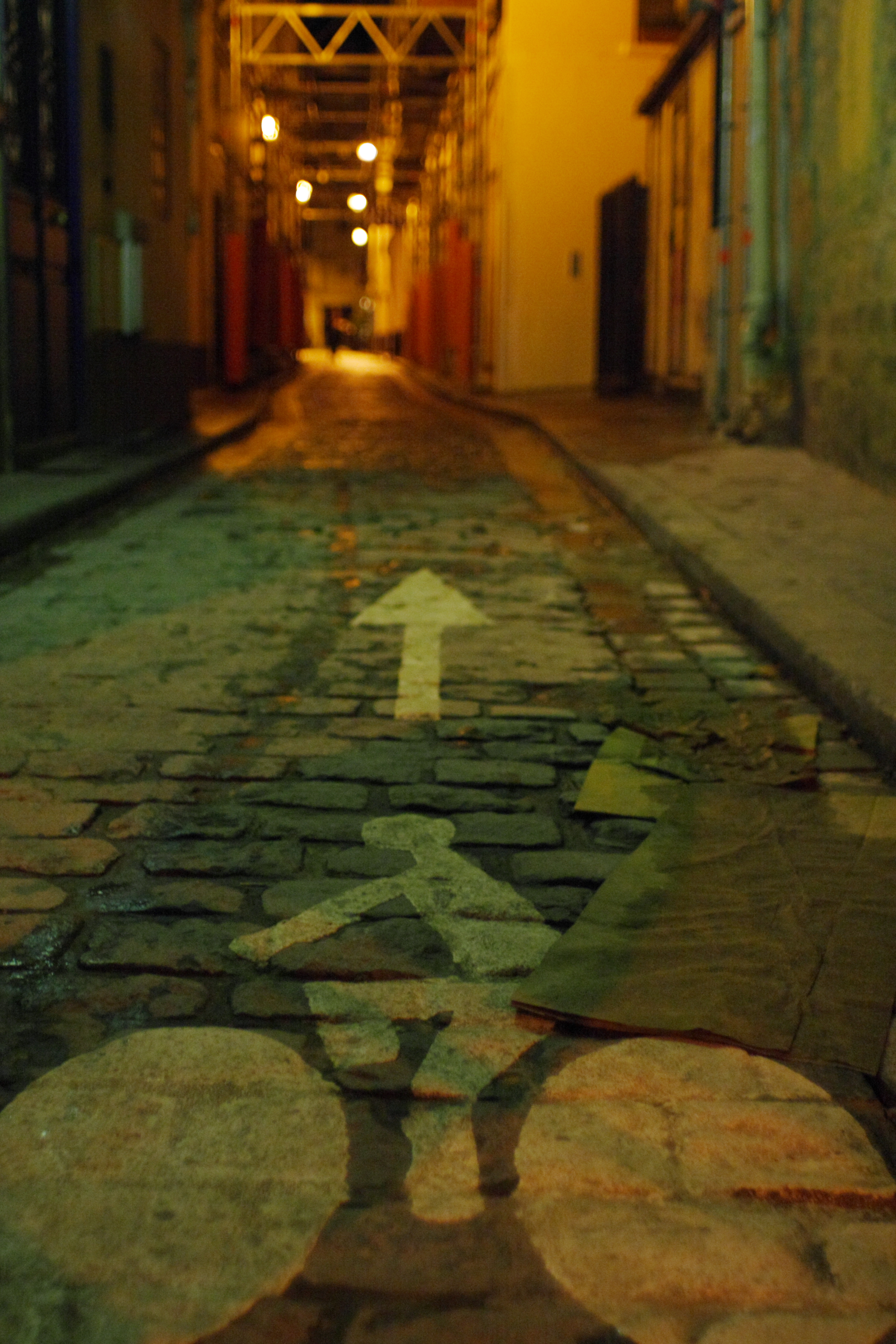
Marque visible piste cyclable.

## Bâtiments remarquables et lieux de mémoire

### Musique
- Une chanson d'Édith Piaf, J'm'en fous pas mal, parue en 1946, la même année que La Vie en rose et Les Trois Cloches, commence par ces vers :

« Je suis née passage de la Bonne-Graine,
J'en ai pris d'la graine et pour longtemps. »

— Michel Emer, J'm'en fous pas mal, 1946.
- Dans le clip de la chanson Les Crêpes aux champignons, la chanteuse Olivia Ruiz incarne une fleuriste du passage de la Bonne-Graine.

## Métiers d'art
Dans ce passage étaient établis plusieurs ateliers d'ébénisterie comme les Établissements Rinck, depuis 1871. Seul demeure l'Atelier Dissidi qui, depuis 1911, n'a pas quitté le passage.

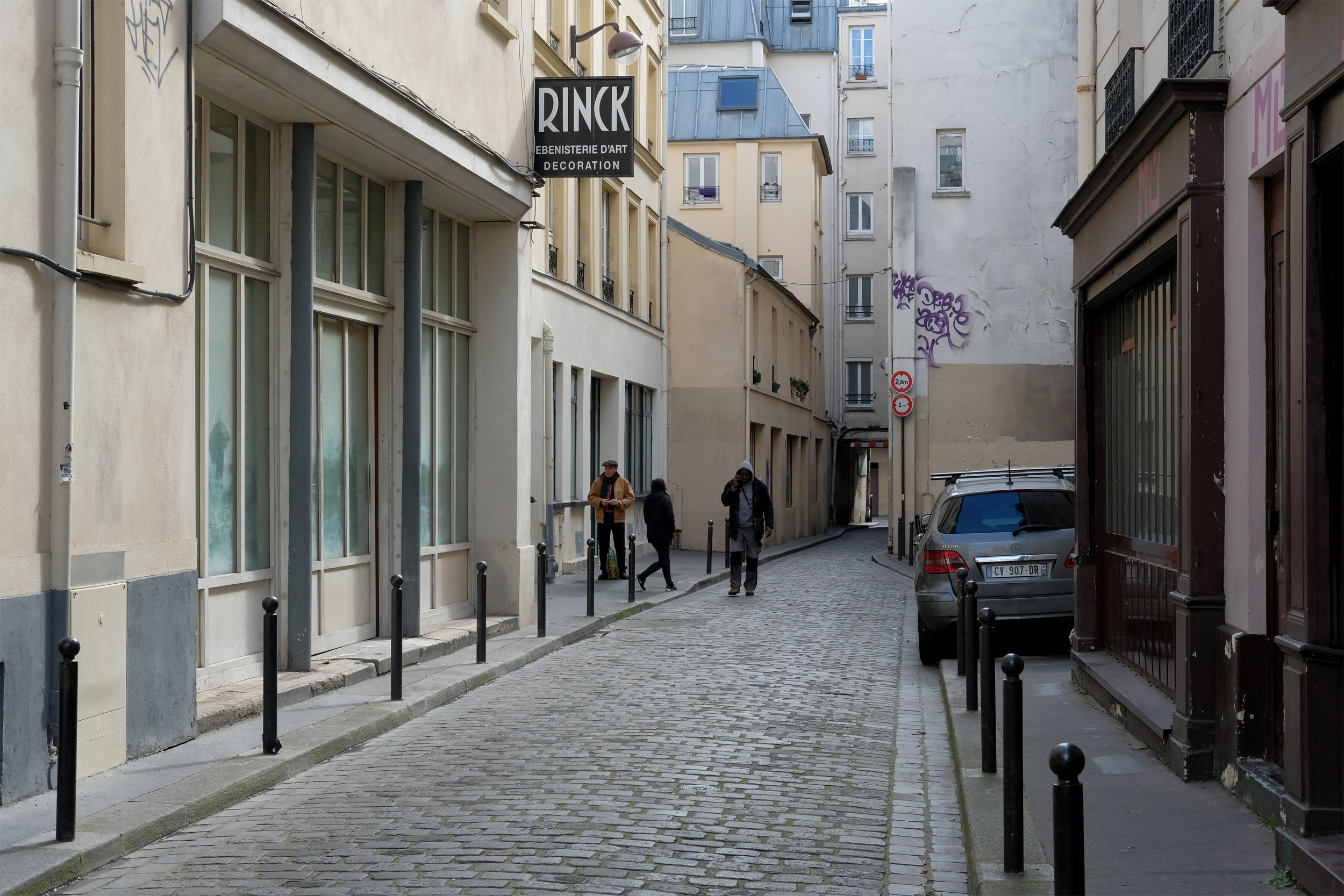
Enseigne des anciens Établissements Rinck.
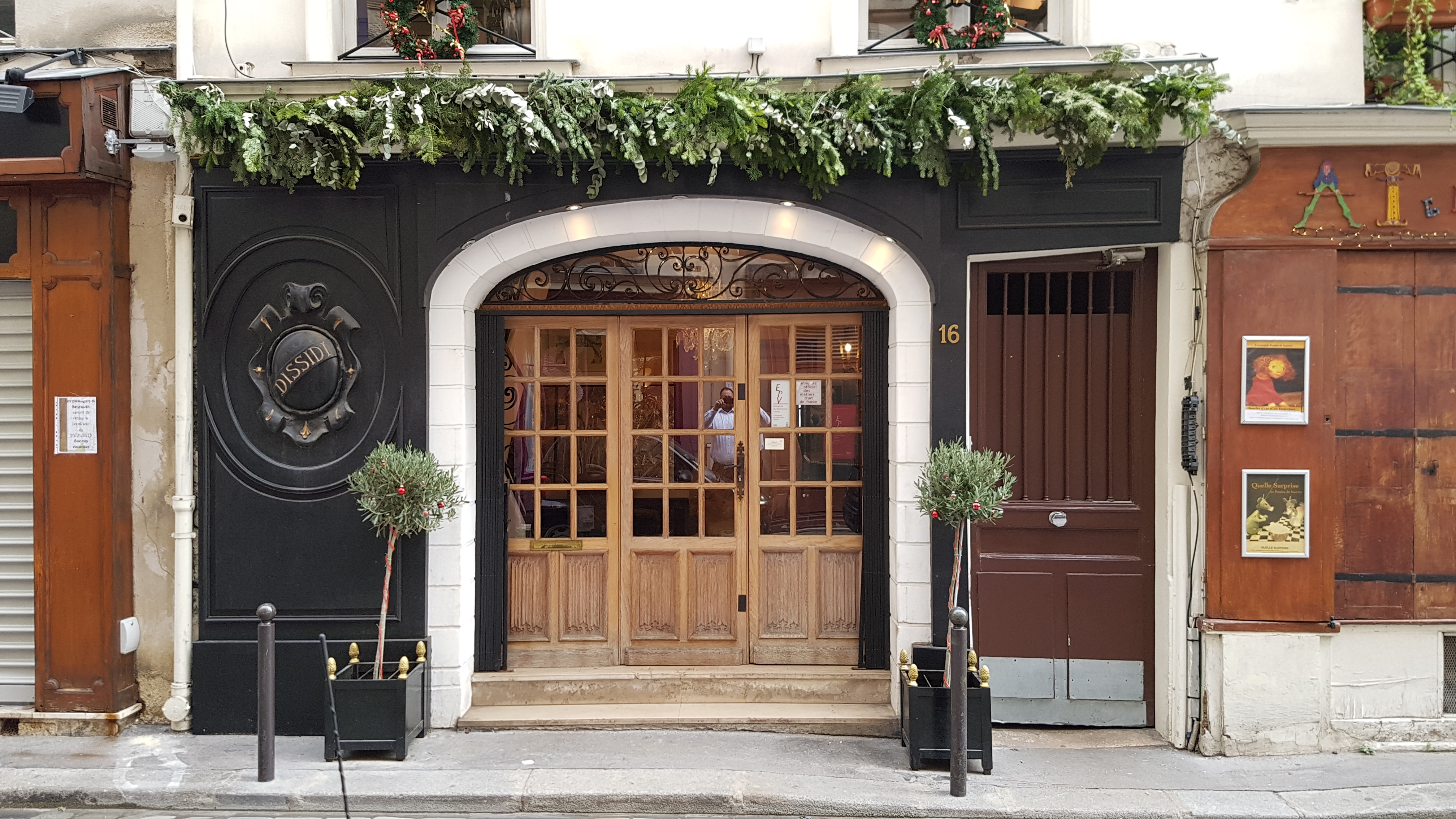
L'atelier d'ébénisterie Dissidi, fondé en 1911, toujours présent au numéro 16.

## Personnalités
- L'écrivain Henri Bauchau a vécu dans le passage de 1981 à . Passage de la Bonne-Graine est le titre d'un journal qu'il a écrit durant cette période.
- L'écrivain Agricol Perdiguier (1805 - 1875) a vécu passage de la Bonne-Graine.